# Selina Sondermann
Selina Sondermann (* November 1992 in Linz) ist eine Berliner Regisseurin und Drehbuchautorin.

## Leben und Wirken
Sondermann wurde im November 1992 in Linz geboren. An der Kingston University in London begann sie ihr Filmstudium. Für ihren Bachelorfilm Ginger konnte sie die britische Schauspielerin Katie Jarvis gewinnen. Ginger ist ein Drama über die Opfer des Frauenmörders Jack the Ripper. 2016 war der Film Teil der Cannes Court Métrage.
Im selben Jahr zog sie nach Berlin. Im Rahmen ihres Masterstudiums an der Met Film School Berlin nahm sie an Stephen Kings Dollar Baby Programm teil und adaptierte dessen Kurzgeschichte Dedication (deutscher Titel: Zueignung). Der Film wurde 2021 ausgewählt um das internationale Stephen King Kurzfilmfestival zu eröffnen.